# 维斯利策努斯陨击坑
维斯利策努斯陨击坑（Wislicenus）是火星示巴湾区的一座撞击坑，其中心坐标位于南纬18.4度、西经348.6度处，直径140.15公里（87.09英里）。该特征取名自德国天文学家沃尔特·维斯利策努斯（1859年-1905年），1973年被国际天文联合会行星系统命名工作组批准接受。

## 岩层

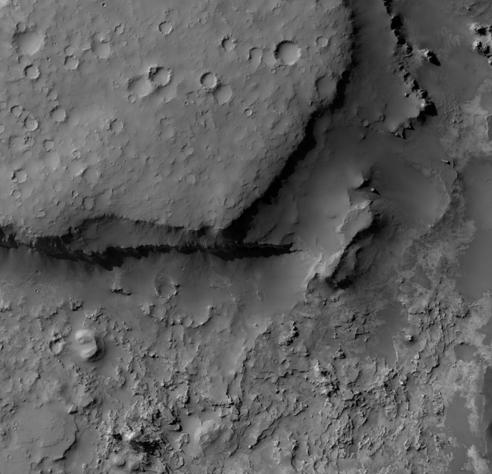
高分辨率成像科学设备显示的维斯利策努斯坑底侵蚀裸露的岩层。

维斯利策努斯陨击坑包含许多岩层，也被称为地层。火星上许多地方都显示有层状分布的岩石，有时这些地层有不同的颜色，火星上浅色的岩石通常与硫酸盐等水合矿物有关。火星探测漫游者机遇号用数台仪器近距离观察了这类地层。有些地层可能是由细颗粒组成的，因为它们似乎会分解成尘埃，其他的岩层则会破裂成大岩石，所以它们可能更坚硬。玄武岩是一种火山岩，被认为存在于形成巨石的岩层中。火星上许多地方都发现了玄武岩。轨道探测器上的仪器在某些地层中检测到了的粘土（也称为页硅酸盐）。科学家们对在火星上发现的硫酸盐和粘土等水合矿物感到兴奋，因为它们通常是在有水的情况下才能形成，含有粘土和/或其他水合矿物质的区域将是寻找生命证据的最佳之处。。
形成岩层的方式可以有多种，火山、风或水的作用都会形成岩层。然而，维斯利策努斯陨击坑中水合矿物的存在无疑是液态水作用的有力证据，可能存在过一座湖泊，火星上许多陨击坑中都曾有过湖泊。

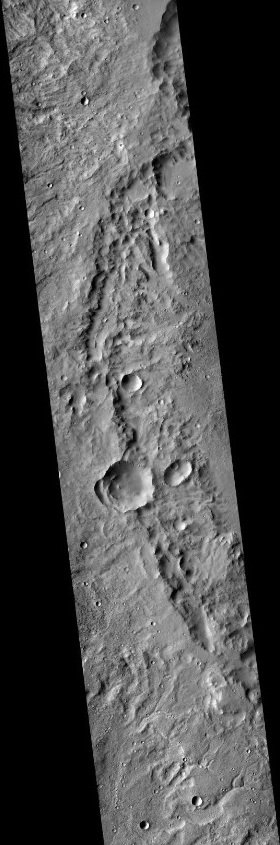
火星勘测轨道飞行器背景相机拍摄的维斯利策努斯陨击坑西侧边缘。

## 另请查看
- 火星气候
- 高分辨率成像科学设备
- 热液循环
- 撞击事件
- 火星湖泊
- 火星撞击坑
- 矿床成因
- 火星矿石资源
- 行星体系命名法
- 火星水文